# بوبي مور (لاعب كرة قاعدة)
بوبي مور (بالإنجليزية: Bobby Moore)‏ هو لاعب كرة قاعدة أمريكي، ولد في 8 نوفمبر 1958 في بينيفيلي في الولايات المتحدة، وتوفي في 10 أبريل 2015 في بينساكولا في الولايات المتحدة.

## وصلات خارجية
- بوبي مور على موقع دوري كرة القاعدة الرئيسي (الإنجليزية)
- بوبي مور على موقعبيزبول رفرنس.كوم (الدوري الرئيسي) (الإنجليزية)
- بوبي مور على موقعبيزبول رفرنس.كوم (الدوري الثانوي) (الإنجليزية)